# 이디스 워튼

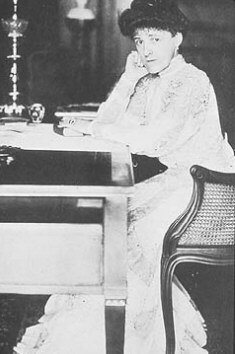
이디스 워튼

이디스 워튼(Edith Wharton, 1862년 1월 24일 ~ 1937년 8월 11일)은 미국의 소설가이다.

## 개요
뉴욕의 부유한 상류층 가정에서 이디스 뉴볼드 존스라는 이름으로 태어났다. 그녀는 가정교사 밑에서 프랑스어와 독일어를 공부했으며 아버지의 서재에서 문학과 철학, 과학과 예술에 관한 책을 광범위하게 읽었다.
1877년에 첫 중편소설 〈제멋대로(Fast and Loose)〉를 완성하고, 1891년 〈맨스테이 부인의 관점(Mrs. Manstey's View)〉이라는 단편소설을 발표했다. 이후 40년 동안 장편소설 22권, 단편소설집 11권, 여행기와 전기를 포함한 논픽션 9권 등 수많은 작품들을 발표했다. 건축가 오그던 코드먼(Ogden Codman)과 《집 장식하기(The Decoration of Houses)》(1897)를 공동으로 집필했다. 《심판의 골짜기(The Valley of Decision)》(1902)과 《성역(The Sanctuary)》(1903)을 발표하던 당시 헨리 제임스를 만났으며, 일생 동안 좋은 친구가 되었다. 1905년에 발표한 《기쁨의 집(The House of Mirth)》은 그해의 베스트셀러가 되었다. 《나무의 과일(The Fruit of the Tree)》을 발표하던 1907년 워턴은 파리로 이주했다. 1913년 당시 다른 여자가 있었고, 원래 사이가 좋지 않았던 남편과 이혼했다. 그해에 《그 지방의 관습(The Custom of the Country)》을 발표해 비평가들의 인정을 받았다. 1차 대전이 발발하자 워턴은 피난민과 고아들을 돌보는 데 헌신적으로 일했다. 1917년 《버너 자매(The Bunner Sisters)》를 발표했고 워턴의 또 하나의 여성 문학 걸작으로 평가되는 《여름(Summer)》을 발표했다. 1920년 《순수의 시대》를 발표해 퓰리처상을 수상했다. 1923년 예일대학교에서 명예박사학위를 받았으며 1930년 미국예술원 회원으로 추대되었다. 1934년 자서전 《뒤돌아보며(A Backward Glance)》를 발표했다. 1937년 8월 11일, 워턴은 심장마비로 사망해 베르사유의 고나르 묘지(cimetiere des gonards)에 묻혔다.

## 작품목록(한국어역)
- 기쁨의 집 The House of Mirth, 1905
- 거울 Tales of Men and Ghosts, 1910
- 이선 프롬 Ethan Frome, 1911 (novella)
  - 그 겨울의 끝
- 암초 The Reef, 1912
- 순수의 시대 The Age of Innocence, 1920 (Pulitzer Prize winner)